# Manuel Pérez Villamil
Manuel Pérez Villamil y García (Sigüenza, 6 de octubre de 1849-Madrid, 11 de diciembre de 1917) fue un historiador, periodista, escritor y arqueólogo español.

## Biografía
Nacido en la ciudad guadalajareña de Sigüenza el 6 de octubre de 1849, era hijo de Manuel Pérez Villamil y María del Carmen García Somolinos.
Académico de número de la Real Academia de la Historia, con la medalla número 1, en la que sucedió a Adolfo Carrasco y Sáyz en 1906, aunque antes había sido ya miembro correspondiente.  Fue también miembro del Cuerpo facultativo de Archiveros, Bibliotecarios y Anticuarios, además de profesor de los Estudios Católicos.
Doctor en Derecho y Filosofía y Letras, dirigió la revista La Ilustración Católica entre 1879 y 1887 y fue autor de diversas monografías artísticas y arqueológicas, además de redactor de los periódicos madrileños Altar y Trono y El Siglo Futuro. Para este último diario fue el principal cronista en 1876 de una multitudinaria peregrinación española a Roma organizada por Ramón Nocedal, conocida como la Romería de Santa Teresa. En 1881 participó en la fundación de la Unión Católica.
Trabajó durante muchos años en el Museo Arqueológico Nacional. Su ideología ha sido definida como «conservadora» y «neocatólica». Casado con Concepción Pineda, falleció en la capital, Madrid, el 11 de diciembre de 1917.